# フランソア・ビダール
フランソア・ビダール（François Bidard、1992年3月19日 - ）は、フランス、ロンレ＝ラベイ出身の自転車競技（ロードレース）選手。

## 来歴

### アマチュア時代
1992年3月19日にオルヌ県ロンレ＝ラベイで生まれたフランソワ・ビダールは、7歳の時に自転車競技を始めた。2010年、学業の為にオーリヤックに移り住み、VCオーリヤックに所属しオーヴェルニュ・ジュニア選手権で優勝。その後U23の2年間を同クラブに所属。2012年にはトップ10に15回入り、カンタル選手権で優勝。
2013年、DN1チームのCRC4・ロアンヌに移籍。ツール・ド・ペイドサヴォワとロンド・ド・リーザールで総合17位に入る。翌年、フランス西部のDN1チームで走りたかったが結局AG2R・ラ・モンディアルの下部チームであるシャンベリー・シクリスムフォーマションに移籍。
2014年、シーズン序盤は足のけがや親知らずの手術、膝の痛みに苦しんだもののツール・ド・ラ・CABAとグランプリ・ド・アヌシーで優勝し、ツール・デュ・ジュラで2位に入った。8月からAG2R・ラ・モンディアルに研修生としてシーズン終了まで所属した。翌年、U23カテゴリーは終了したものの引き続きシャンベリー・シクリスムフォーマションに所属。グランプリ・ド・エクス＝レ＝バとラ・デュルトッシャで優勝し、シルキュイト・ド・ソーヌ＝エ＝ロワールとツール・デュ・ピエモンピレニアン、グランプリ・ド・シャルヴュー＝シャヴァニューで2位、ローヌ＝アルプ選手権で3位、ローヌ＝アルプ・イゼール・ツアーで4位に入った。この年も再びAG2R・ラ・モンディアルに8月から研修生として所属。10月に行われたトロフェ・デ・シャンピオンでは独走していたもののゴール前150mで集団につかまり13位だった。

### プロ入り後

#### 2016年
AG2R・ラ・モンディアルと2年契約で加入。1月に行われたツール・ド・サンルイスでプロデビュー。1年目からブエルタ・ア・エスパーニャに参加し、エースのジャン＝クリストフ・ペロー（総合13位）のアシストをこなしながら総合94位で完走。

#### 2022年
コフィディス・ソリュシオンクレディに移籍。

## 主な成績
- 2010年
  - オーヴェルニュ選手権・ロードレース ジュニア 優勝
- 2012年
  - カンタル選手権・ロードレース 優勝
  - グランプリ・ド・ラ・サンローラン 2位
- 2013年
  - グランプリ・ド・ナンダクス 優勝
  - ツール・ド・ラ・CABA 区間優勝（第3）
  - ツール・ド・オーヴェルニュ 総合2位
  - グランプリ・デュ・フォシニー 2位
  - ラ・デュルトッシャ 3位
  - ツール・ド・ラ・ドルドーニュ 総合3位
- 2014年
  - ツール・ド・ラ・CABA 総合優勝 区間優勝（第2）
  - グランプリ・ド・アヌシー 優勝
  - ツール・デュ・ジュラ 総合2位
- 2015年
  - ラ・デュルトッシャ 優勝
  - グランプリ・ド・エクス＝レ＝バン 優勝
  - シルキュイト・ド・ソーヌ＝エ＝ロワール 総合2位
  - グランプリ・ド・シャルヴュー＝シャヴァニュー 2位
  - ツール・デュ・ピエモンピレニアン 総合2位
- 2018年
  - シルキュイ・ド・ラ・サルト 総合5位
- 2019年
  - トロフェオ・ライグエーリア 9位

### グランツールでの成績

#### ジロ・デ・イタリア
- 2017年 : 総合39位
- 2018年 : 総合37位
- 2019年 : 総合30位

#### ブエルタ・ア・エスパーニャ
- 2016年 : 総合94位
- 2019年 : 総合24位